# Stary cmentarz żydowski w Zabłudowie
Stary cmentarz żydowski w Zabłudowie – kirkut społeczności żydowskiej zamieszkującej niegdyś Zabłudów. Nie wiadomo kiedy dokładnie powstał. Znajduje się w południowej części miasta. Został zniszczony podczas wojny i brak na nim obecnie jakichkolwiek nagrobków.